# The Crystals
The Crystals é um girl group norte-americano formado em Nova Iorque, considerado um dos atos definidores da era dos grupos femininos na primeira metade da década de 1960, seus sucessos nas paradas de 1961-1964 – incluindo "There's No Other (Like My Baby)", "Uptown", "He's Sure the Boy I Love", "He's a Rebel", "Da Doo Ron Ron" e "Then He Kissed Me"–, apresentavam três vocalistas femininas diferentes e foram todos produzidos por Phil Spector. As três últimas músicas foram originalmente classificada pela revista Rolling Stone nos números 263, 114 e 493, respectivamente, na lista da 500 melhores canções de todos os tempos. No entanto, duas músicas foram omitidas da atualização da lista de 2010, deixando apenas "He's a Rebel" no número 267. Na edição de 2021, "Da Doo Ron Ron" foi adicionada de volta à lista no número 366.

## Discografia

### Álbuns
- 1962: Twist Uptown
- 1963: He's a Rebel (número 131 na Billboard 200)[5]
- 1986: He's a Rebel featuring Lala Brooks

### Coletâneas
- 1963: The Crystals Sing the Greatest Hits, Volume 1
- 1992: The Best of the Crystals

### Singles

#### Cantados por Barbara Alston
- 1961: "There's No Other (Like My Baby)" (US #20)
- 1962: "Uptown" (US #13)
- 1962: "He Hit Me (And It Felt Like a Kiss)"

#### Cantados por Darlene Love
- 1962: "He's a Rebel" (US #1, UK #19)
- 1963: "He's Sure the Boy I Love" (US #11)

#### Cantados por Dolores "LaLa" Brooks
- 1963: "Da Doo Ron Ron (When He Walked Me Home)" (US #3, UK #5 (#15 1974 relançamento))
- 1963: "Then He Kissed Me" (US #6, UK #2)
- 1964: "I Wonder" (UK #36)
- 1964: "Little Boy" (US #92)
- 1964: "All Grown Up" (US #98)